# Dekanat Kluczbork
Dekanat Kluczbork – jeden z 36 dekanatów w rzymskokatolickiej diecezji opolskiej.
W skład dekanatu wchodzi 11 parafii:
| Lp | Miejscowość / parafia                                  | Czas powstania                         | Proboszcz / administrator                         | Zdjęcie |
| -- | ------------------------------------------------------ | -------------------------------------- | ------------------------------------------------- | ------- |
| 1  | Bażany Chrystusa Króla                                 | 1986                                   | ks. Bogdan Węgrzyn od 15.12.2021                  |         |
| 2  | Bąków Wniebowzięcia Najświętszej Maryi Panny w Bąkowie | XIV wiek                               | ks. Mariusz Radaczyński od 21.08.2024             |         |
| 3  | Bogacica Świętej Trójcy                                | 1597                                   | ks. mgr Piotr Piontek od 24.08.2016               |         |
| 4  | Chocianowice Narodzenia Najświętszej Maryi Panny       | 1376                                   | ks. Mariusz Radaczyński od 26.08.2020             |         |
| 5  | Kluczbork Matki Bożej Wspomożenia Wiernych             | 1298 (wówczas nosiła tytuł Zbawiciela) | ks. mgr-lic. Wojciech J. Wąchała od 26.08.2018    |         |
| 6  | Kluczbork Najświętszego Serca Pana Jezusa              | 30 maja 1987                           | ks. mgr Rafał Kiełek od 21.08.2024                |         |
| 7  | Krasków św. Jadwigi Śląskiej                           | 1940                                   | ks. mgr-lic. Piotr Stanisław Glinka od 25.08.2008 |         |
| 8  | Kujakowice Górne św. Stanisława Biskupa                | 1318                                   | ks. Werner Joachim Skworcz od 24.08.2010          |         |
| 9  | Kuniów Narodzenia św. Jana Chrzciciela                 | 1801                                   | ks. mgr-lic. Aleksander Kawa od 24.08.2010        |         |
| 10 | Lasowice Wielkie Wszystkich Świętych                   | 1837                                   | ks. Andrzej Jerzy Szymon od 19.08.2005            |         |
| 11 | Łowkowice Nawiedzenia Najświętszej Maryi Panny         | 1253                                   | ks. mgr Marek Sojka od 24.08.2016                 |         |